# 猿夢
猿夢（さるゆめ）とは2000年8月2日に2ちゃんねるオカルト板「死ぬほど洒落にならない怖い話を集めてみない?」初代スレッドに書き込まれた怪異の一つ。
一人称は「私」で、スレ主は高校生～大学生の女性とされているが、書き込まれた情報の中に性別を特定できる情報はなかった。

## 内容
スレ主は、ある日無人駅のホームに一人で居る夢を見ており、自分が夢の中にいることを認識できた（明晰夢）。
すると、男性の声で「今からくる電車に乗るとひどい目に遇う」というアナウンスが流れ、それから間もなく電車が来る。その電車は普通の電車というよりも遊園地にある様なお猿さんの電車で、座席には顔色の悪い男女が一列に座っていた。電車に乗ることに決めたスレ主が電車の後ろから3番目の席に乗り込むと、電車は動き出し、ホームを出てすぐ紫色っぽい明りが照らすトンネルへ入っていった。
トンネルに入ると「次は活けづくり～活けづくりです。」とアナウンスが流れ、すぐ後に悲鳴が聞こえ悲鳴が上がったほうに振り向くと、電車の一番後ろに座っていた男の人の周りに四人のぼろきれのような物をまとった小人がむらがり、男性の下には本当に魚の活けづくりの様になっていた。慌てたスレ主が隣に座っていた女性を見ると無表情であり、驚きつつも本当にこれが夢なのかと疑ううちに恐くなり、もう少し様子をみてから目を覚まそうと考える。
そうすると「次はえぐり出し～えぐり出しです。」とアナウンスが流れ、今度は二人の小人がスレ主の隣の女性の目玉をぎざぎざスプーンの様な物でえぐり出し始めた。 スレ主はここで降りようとするが、その前に自分にはどのようなアナウンスが流れるのか確認しようと考える。
そこへ「次は挽肉～挽肉です～」とアナウンスが流れてきたため、必死に夢から覚めようとするスレ主の膝に小人が乗り変な機械を近づけてきた。「ウイーン」という機械音ががだんだんと大きくなり、顔に風圧を感じもうだめだと思った瞬間に静かになり、そこで夢から覚める。
数年後、スレ主は同様の夢を見る。夢から覚めるよう念じるも中々夢から覚めず、前と同じように「挽肉」のアナウンスが流れて自分の番になり機械音が近づいてくるもそこでまた静かになった。何とか夢から逃げ、目を開けようとしたその時電車のアナウンスと同じ声で「また逃げるんですか～次に来た時は最後ですよ～」と声が聞こえ、次の瞬間目を開けると自分の部屋に戻っていた。
多分次見たときは現実の自分も心臓発作で死ぬだろう、こっちの世界では心臓発作でも、夢の中では挽肉だと言う言葉でスレは締められる。

## 猿夢の続き
「死ぬ程洒落にならない怖い話を集めてみない？36」スレッドに2003年5月2日に書き込んだ、通称「猿夢＋」と呼ばれるこの話の内容は、
2chのオカルト板で紹介されていた、『猿夢』と言う話をご存知だろうか？とある電
車に乗り合わせた人が、独特の方法で順番に殺されていくと言う物だ。知らない人は
『死ぬ程洒落にならない話を集めてみない？』の『投票所』で探してみて欲しい。上

位にランクインしているので、すぐ分かるはずだ。
から始まり、スレ主が猿夢を呼んだ四日後に猿夢の続きを見たとして投稿したものである。最初は幼いころの思い出の地である遊園地で家族と楽しんでいたが、途中で舞台が新幹線に変わる。
元の怪談より、「吊るし上げ」「串刺し」などの殺人方法が追加されており、同じ夢を見ている人物と会話が可能。
また、「死ぬ程洒落にならない怖い話を集めてみない？202」スレッドに「猿夢エゴマ」と呼ばれる話が、2008年12月5日に書き込まれる。この話ではヤキニク、ペースト、エグマといった殺害方法が書かれている。
「死ぬほど洒落にならない怖い話を集めてみない？212」スレッドでも猿夢をみたことがある人物の体験談が2009年5月14日に書き込まれる。ここでは、串刺し、煮えたぎり、弾き飛ばし、ひき潰しという殺人方法が語られている。

## メディアミックス

### 漫画
『猿夢』
吠夢による電子書籍漫画であり、全1巻完結。主人公が男性に設定されているほか、本作の基となった内容の他にオリジナルの要素を加えている。
『猿夢』
怖い話投稿サイト怖話に載っている漫画。ネット上で話題になった『猿夢』の内容を基に書いている。

### 音楽
『猿夢』
2012年に初音ミクがニコニコ動画にて投稿した動画。
『』(もしくは、『______』
2020年にx0o0x_氏によって投稿された動画/曲。
YouTubeの動画の字幕で、猿夢に関する文が表示される。

### ドラマ・バラエティ
本作をもとにしたドラマ「見てはいけない夢」は、『ウソかホントかわからない やりすぎ都市伝説　ザ・ドラマ』の動画配信サービス「Paravi」で2021年3月26日（金）に放送された。